# Герб комуни Варберг
Герб комуни Варберг (швед. Varbergs kommunvapen) — символ шведської адміністративно-територіальної одиниці місцевого самоврядування комуни Варберг.

## Історія
До муніципальної реформи 1971 р. використовувався герб міста Варберг. Після сформування нової комуни було вирішено, що герб міста стане її символом. У 1974 році герб отримав офіційну реєстрацію.
Після адміністративно-територіальної реформи, проведеної у Швеції на початку 1970-х років, муніципальні герби стали використовуватися лишень комунами. Тому з 1974 року цей герб представляє комуну Варберг, а не місто.

## Опис (блазон)
У срібному полі з зеленого тригорба виходить такий же дуб, праворуч якого стоїть червона вежа, а ліворуч спинається червоний козел з золотими рогами, копитами та язиком.

## Зміст
Тригорб і вежа символізують варберзьку фортецю, дуб — навколишні ліси, а козел вказує на історичну назву міста Гетакерр чи Гетше, пов'язану з козою (швед. geten — козел).